# Список умерших в 829 году

## Октябрь
- 2 октября — Михаил II Травл, византийский император (820—829), основатель Аморийской династии.

## Дата смерти неизвестна или требует уточнения
- Муйредах мак Руадрах, король Лейнстера (805—806 и 808—829).
- Ненний, валлийский хронист и историк.
- Аньелло Партечипацио, 10-й венецианский дож (809—827).
- Джустиниано Партечипацио, 11-й венецианский дож (827—829).